# Жертвы моды?
«Жертвы моды?» (Victimes de la mode?) — эссе французского социолога и преподавателя Парижского Института Исследований Гийома Эрнера (Guillaume Erner), много лет работавшего в сфере моды, о механизмах, которые управляют процессами в индустрии моды и о том, что жертвами моды являются не столько покупатели, сколько сами производители.

## Рецензии российских критиков
- Горалик Л. Обойтись без жертв. Рецензия на эссе Эрнера Г. Жертвы моды? — Газета «Ведомости», 26 декабря 2008 г.  (недоступная ссылка)
- Иванова Н. Книга «Жертвы моды?», Гийом Эрнер. Рецензия. — Time Out Москва, 20 августа 2008 г.